# Công chúa nhỏ
Công chúa nhỏ  (tiếng Anh: A little princess) là một cuốn tiểu thuyết dành cho thiếu nhi của tác giả Frances Hodgson Burnett được xuất bản lần đầu dưới dạng sách vào năm 1905. Đây là phiên bản mở rộng của truyện ngắn "Sara Crewe: hoặc Chuyện gì đã diễn ra trong trường học cô Minchin", được xuất bản nối tiếp trên tạp chí St. Nicholas  từ tháng 12 năm 1887 và được xuất bản dưới dạng sách vào năm 1888.
Theo Burnett, sau khi bà sáng tác vở kịch năm 1902  A Little Un-Fairy Princess  dựa trên câu chuyện đó, nhà xuất bản đã yêu cầu bà phát triển câu chuyện thành một cuốn tiểu thuyết về "những điều và những người bị bỏ rơi trước đó". Cuốn tiểu thuyết được xuất bản bởi nhà xuất bản Charles Scribner's Sons (cũng là đơn vị xuất bản của tạp chí St. Nicholas) với hình minh họa của Ethel Franklin Betts và tên đầy đủ là  Công chúa nhỏ: Là toàn bộ câu chuyện lần đầu tiên được kể  về Sara Crewe .
Dựa trên cuộc thăm dò trực tuyến năm 2007, Hiệp hội Giáo dục Quốc gia Hoa Kỳ đã đặt tên cho cuốn sách này là một trong "những cuốn sách giáo dục hàng đầu cho thiếu nhi" (Teachers' Top Books for Children) trong danh sách của Hiệp hội.
Vào năm 2012, tác phẩm  đã được xếp hạng 56 trong số các tiểu thuyết thiếu nhi mọi thời đại trong một cuộc khảo sát được xuất bản bởi  Tạp chí Thư viện Trường học , tạp chí xuất bản hàng tháng với độc giả chủ yếu tại Hoa Kỳ. Đó là cuốn thứ hai trong số hai tiểu thuyết của tác giả Burnett trong Top 100, với  Khu vườn bí mật  đứng thứ 15.

## Nội dung
Đại úy Crewe, một người Anh giàu có góa vợ, đang nuôi dưỡng cô con gái độc nhất tên Sara tại Ấn Độ, nơi ông đóng quân với Quân đội Anh. Vì khí hậu tại Ấn Độ được coi là quá khắc nghiệt đối với trẻ em, các gia đình người Anh sống ở đó theo truyền thống thường gửi con cái đến học tại các trường nội trú ở Anh.
Ngài Đại úy đã gửi cô con gái nhỏ của mình tại trường nội trú của cô Minchin dành cho các bé gái ở London, và ủy thác cô Minchin đáp ứng mọi yêu cầu của con gái, những món đồ xa xỉ đặc biệt như một phòng ngủ kèm một phòng khách riêng (từ gốc là Parlor boarder, một thuật ngữ cũ để phân loại học sinh nhận đặc quyền tại một trường nội trú), một cô hầu gái người Pháp cùng với xe ngựa riêng của Sara và một con ngựa. Cô Minchin công khai nịnh bợ Sara vì sự giàu có của cha cô bé, nhưng sau lưng lại bày tỏ sự khinh bỉ và ngầm ganh tị với việc cô bé được chiều chuộng.
Mặc dù có những đặc quyền riêng, Sara không kiêu ngạo cũng không hợm hĩnh mà lại tốt bụng, hào phóng và thông minh. Cô kết bạn với Ermengarde, một cô bé khờ khạo trong lớp; Lottie, cô bé bốn tuổi hay nổi cơn thịnh nộ và với Becky, cô hầu gái mười bốn tuổi thấp còi bị đối xử tồi tệ. Khi Sara được bạn bè coi như "Công chúa", cô bé đón nhận điều đó với lòng tốt và sự hào phóng.
Dịp sinh nhật lần thứ 11 của Sara được tổ chức tại trường của cô Miss Minchin với một bữa tiệc thịnh soạn, có sự tham dự của tất cả bạn bè và bạn học của cô. Ngay khi bữa tiệc kết thúc, cô Minchin nhận được thông báo về cái chết của đại úy Crewe ở Ấn Độ. Hơn nữa, trước khi qua đời, vị đại úy giàu có trước đó đã mất toàn bộ tài sản; một người bạn đã thuyết phục ông đầu tư bằng tiền mặt trong các khoản đầu tư của mình và đặt cọc số tiền số hoa lợi để phát triển một mạng lưới các mỏ khai thác kim cương.
Kế hoạch thất bại và Sara trở thành một đứa trẻ mồ côi không xu dính túi, không còn người thân nào khác và không nơi nào để đi. Cô Minchin phải chi trả một loạt các hóa đơn học phí và những vật dụng xa xỉ của Sara, bao gồm cả bữa tiệc sinh nhật của cô bé. Trong cơn tức giận cùng với sự tàn nhẫn, cô lạnh lùng thông báo cho Sara và tịch thu tất cả đồ đạc (trừ một vài chiếc váy cũ và một con búp bê), đuổi cô bé lên sống trong một căn buồng áp mái lạnh lẽo và tồi tàn, buộc cô bé phải làm các công việc nặng nhọc trong bếp. Sara phải mặc chiếc váy cũ đã quá ngắn làm lộ đôi chân gầy gò.
Trong nhiều năm tiếp theo, Sara bị cô Minchin và những người làm khác trong nhà đối xử tệ, thường sai vặt và lạm dụng sức lao động, ngoại trừ Becky. Cô Amelia tốt bụng là em gái của cô Minchin, coi thường cách bà chị hiệu trưởng đối xử của Sara, nhưng lại quá yếu đuối để nói lên điều đó. Sara bị bỏ đói, buộc phải làm việc trong nhiều giờ, bị sai đi ra ngoài trong mọi thời tiết, ăn mặc tồi tàn với váy áo cũ, ngắn cũn, thiếu ấm áp cũng như không có một chiếc giường thoải mái trên căn phòng áp mái. Mặc dù khó khăn, Sara vẫn nhận được sự an ủi từ một số bạn học tốt bụng cùng với việc vận dụng trí tưởng tượng của chính mình để động viên bản thân vượt qua nghịch cảnh, giả vờ rằng cô bé là tù nhân trong ngục Bastille hoặc một công chúa cải trang thành người hầu. Sara cũng tiếp tục tốt bụng và lịch sự với mọi người, kể cả những người đối xử tệ với cô.
Một ngày nọ, khi được sai ra phố mua hàng, Sara nhặt được một đồng xu trên đường và dùng nó để mua bánh tại một cửa hiệu, nhưng khi nhìn thấy một cô gái ăn xin mặc đồ rách rưới hơn mình, cô đã đưa hầu hết những chiếc bánh cho cô gái đó mặc dù bản thân rất đói. Chủ cửa hàng bánh đã chứng kiến được hành động này và muốn thưởng cho Sara, nhưng cô bé đã đi mất, vì vậy, chủ tiệm bánh đã tặng bánh mì cho cô gái ăn xin và nơi trú ẩn ấm áp thay cho phần của Sara.
Trong khi đó, ông Carrisford và trợ lý người Ấn Độ tên Ram Dass đã chuyển đến ngôi nhà bên cạnh trường học của cô Minchin. Carrisford từng là bạn và đối tác của Đại úy Crewe trong việc đầu tư vào các mỏ kim cương. Sau khi liên doanh mỏ kim cương thất bại, cả Crewe và Carrisford đều bị bệnh nặng, và Carrisford trong cơn mê sảng đã bỏ rơi người bạn của mình, Crewe, người đã chết vì "cơn sốt não". Hóa ra, các mỏ kim cương đã không thất bại, nhưng thay vào đó là một thành công lớn, khiến Carrisford trở nên vô cùng giàu có. Mặc dù Carrisford vẫn sống sót, ông phải chịu đựng nhiều căn bệnh và cảm thấy tội lỗi khi từ bỏ bạn mình. Ông quyết tâm tìm con gái và người thừa kế của Đại úy, mặc dù không biết cô bé đang ở đâu và nghĩ rằng cô bé đang theo học tại Pháp.
Ram Dass kết bạn với Sara khi chú khỉ cưng của anh trốn vào căn gác mái liền kề của Sara. Sau khi trèo qua mái nhà đến phòng của Sara để lấy con khỉ, Ram Dass nói với ông Carrisford về điều kiện sống tồi tàn của Sara. Với lòng tốt, Carrisford và Ram Dass mua chăn ấm, đồ đạc thoải mái, thức ăn và những món quà khác và bí mật bày trí trong căn buồng khi Sara ngủ hoặc ra ngoài. Tinh thần và sức khỏe của Sara được cải thiện nhờ những món quà mà cô nhận được từ ân nhân bí ẩn của mình, người mà cô bé không quen biết; Ram Dass và Carrisford cũng không biết rằng Sara là con gái thất lạc của Đại úy. Khi ngài Carrisford giấu tên để gửi cho Sara một gói quần áo mới được may đẹp và đắt tiền với kích cỡ phù hợp, cô Minchin trở nên hoảng hốt, nghĩ rằng Sara có thể có một người họ hàng giàu có đang bí mật tìm kiếm cô, và bắt đầu đối xử với Sara tốt hơn và cho phép cô bé tham dự các lớp học hơn là làm công việc nặng nhọc hàng ngày.
Một đêm nọ, con khỉ lại chạy qua căn gác của Sara nên cô bé đã ghé qua nhà ông Carrisford vào sáng hôm sau để trả lại. Khi Sara tình cờ đề cập mình sinh ra ở Ấn Độ, Carrisford và luật sư của ông đã hỏi chuyện và phát hiện ra cô bé chính là con gái của Đại úy Crewe, người mà họ đã tìm kiếm trong nhiều năm. Sara cũng được biết rằng Carrisford là bạn của cha cô và là ân nhân giấu tên của chính cô, và các mỏ kim cương đã tạo ra sự giàu có lớn, giờ đây cô sẽ sở hữu cổ phần thuộc về người cha quá cố của mình.
Khi cô Minchin giận dữ tìm đến để gọi Sara về, cô được thông báo rằng Sara sẽ sống cùng Carrisford và toàn bộ tài sản của cô bé đã được khôi phục và tăng lên rất nhiều. Khi phát hiện ra điều này, cô Minchin đã cố thuyết phục Sara trở lại trường của mình để lại được ưu ái như hồi trước, và sau đó đe dọa sẽ không cho Sara gặp lại bạn bè ở trường, nhưng ngài Carrisford và luật sư tuyên bố với cô Minchin rằng Sara có thể gặp bất cứ ai cô bé mong muốn và cha mẹ của bạn bè cô bé có lẽ không thể từ chối lời mời từ một người thừa kế các mỏ kim cương. Cô Minchin quay về nhà, tại đây cô ngạc nhiên khi cô Amelia cuối cùng cũng đứng lên giành tiếng nói. Cô Amelia bị suy nhược tinh thần sau đó, nhưng cô đang trên con đường giành được sự tôn trọng nhiều hơn.
Sara mời Becky đến sống với cô và làm người trợ lý cá nhân, trong điều kiện sống tốt hơn nhiều so với chỗ cô Minchin. Ngài Carrisford trở thành bạn của Sara và nhanh chóng hồi phục sức khỏe. Cuối cùng, Sara - đi cùng Becky - đến thăm tiệm bánh nơi cô bé từng ghé, thỏa thuận với chủ cửa hàng để trả tiền bánh mì cho bất kỳ đứa trẻ nào nghèo đói. Họ thấy rằng cô gái ăn xin đã được cứu thoát khỏi nạn đói bởi hành động vị tha của Sara giờ là người phụ của chủ tiệm bánh, với thức ăn ngon, quần áo, chỗ ở và việc làm ổn định.

## Tư liệu sáng tác
Cuốn tiểu thuyết dường như được lấy cảm hứng một phần từ cuốn tiểu thuyết dang dở Emma của tác giả Charlotte Brontë, hai chương đầu tiên được xuất bản trên Tạp chí Cornhill năm 1860, kể về một nữ thừa kế giàu có với một quá khứ bí ẩn dường như bị bỏ rơi tại một trường nội trú.

## Hình ảnh

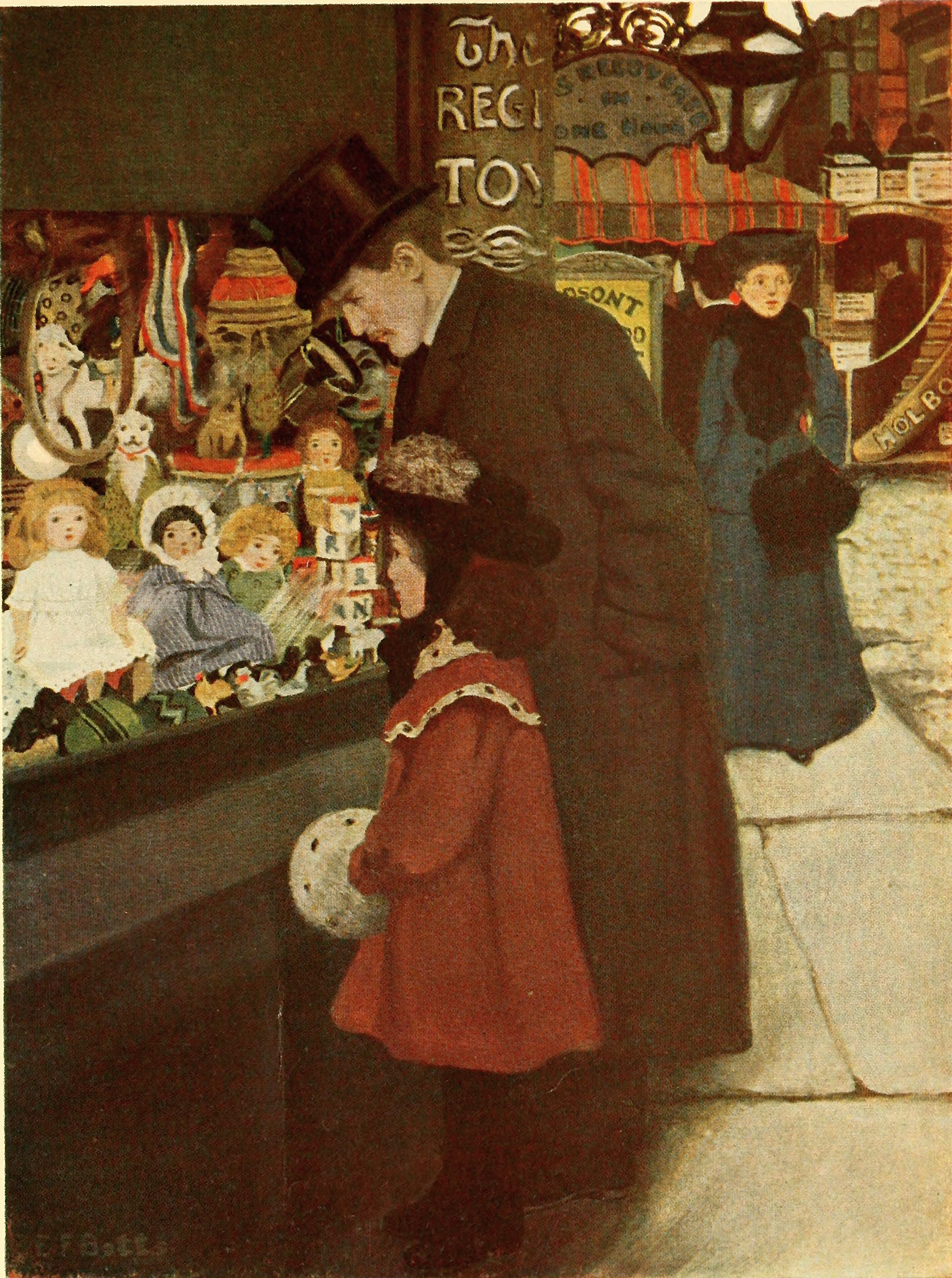
Đại úy Crewe dẫn Sara đi mua búp bê trước khi gửi con gái ở lại trường nội trú
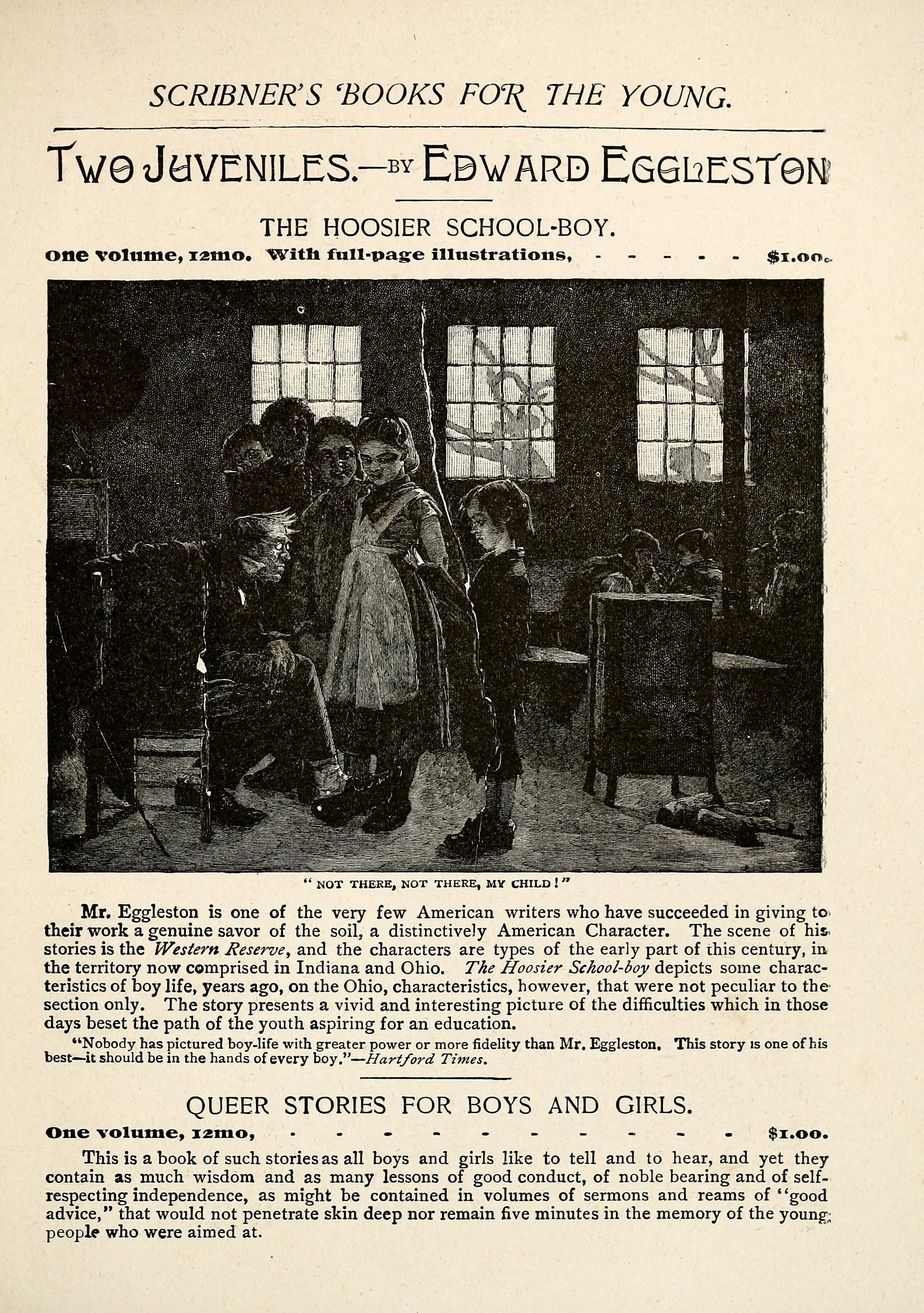
Tranh minh họa của Edward Eggleston, quảng cáo trên báo in năm 1888
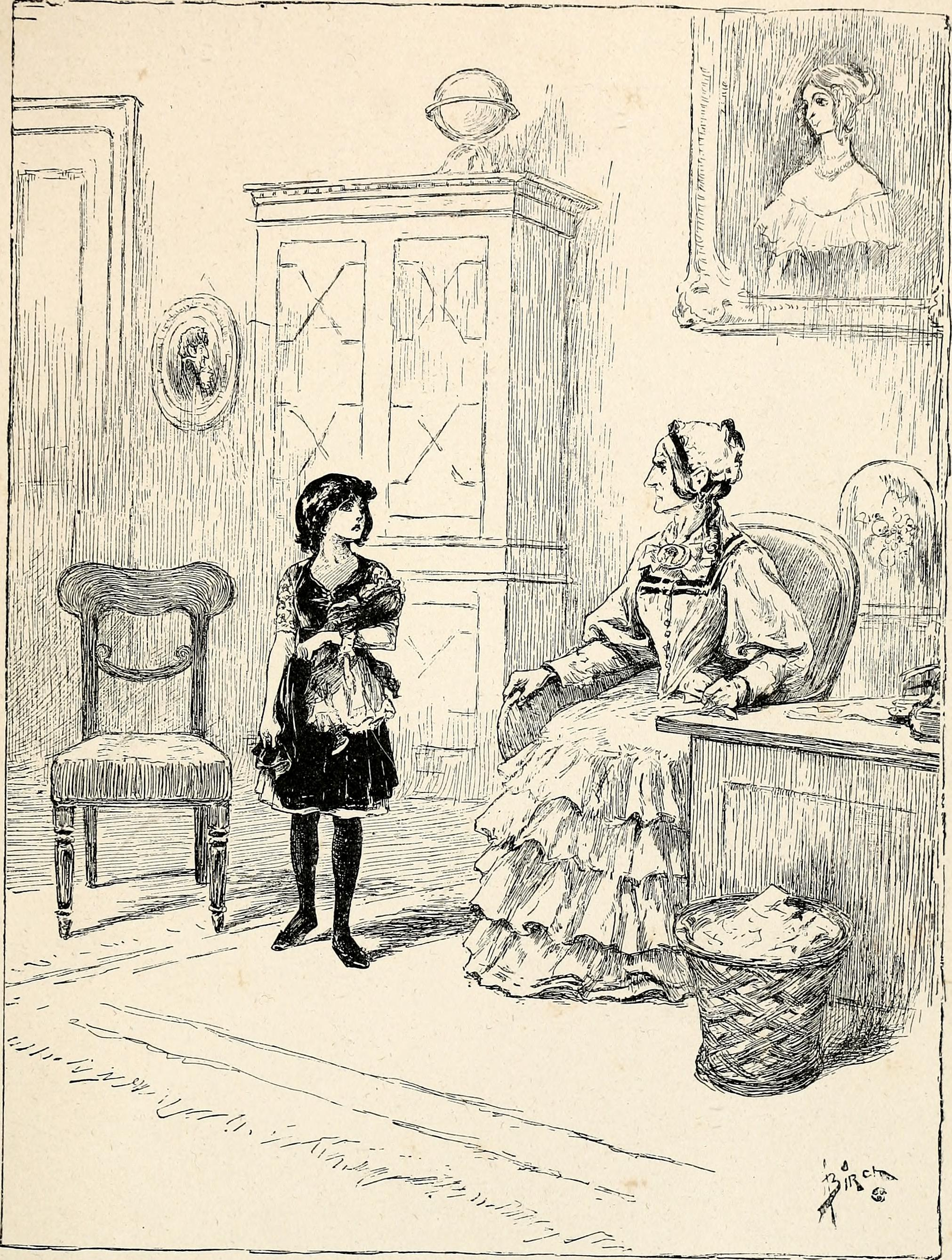
"Cô bé từ từ tiến vào phòng khách, nắm chặt con búp bê của mình": Minh họa từ truyện Sara Crewe; hoặc Chuyện gì đã diễn ra trong trường học cô Minchin. (1888)
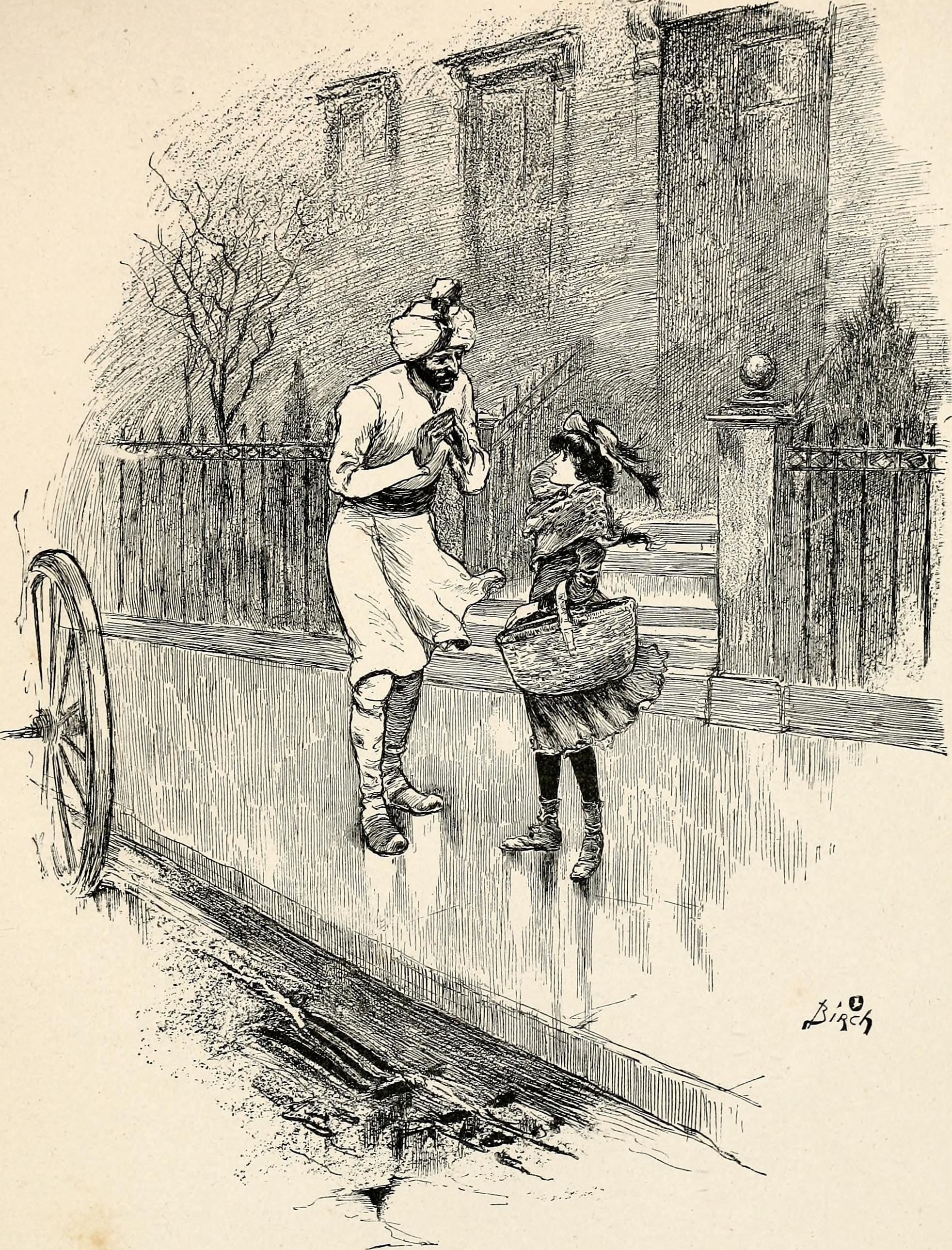
Ông đang đợi chủ nhân của mình ra xe ngựa, và Sara dừng lại và nói vài lời với ông": Minh họa từ Sara Crewe; or, What Happened at Miss Minchin's (1888)
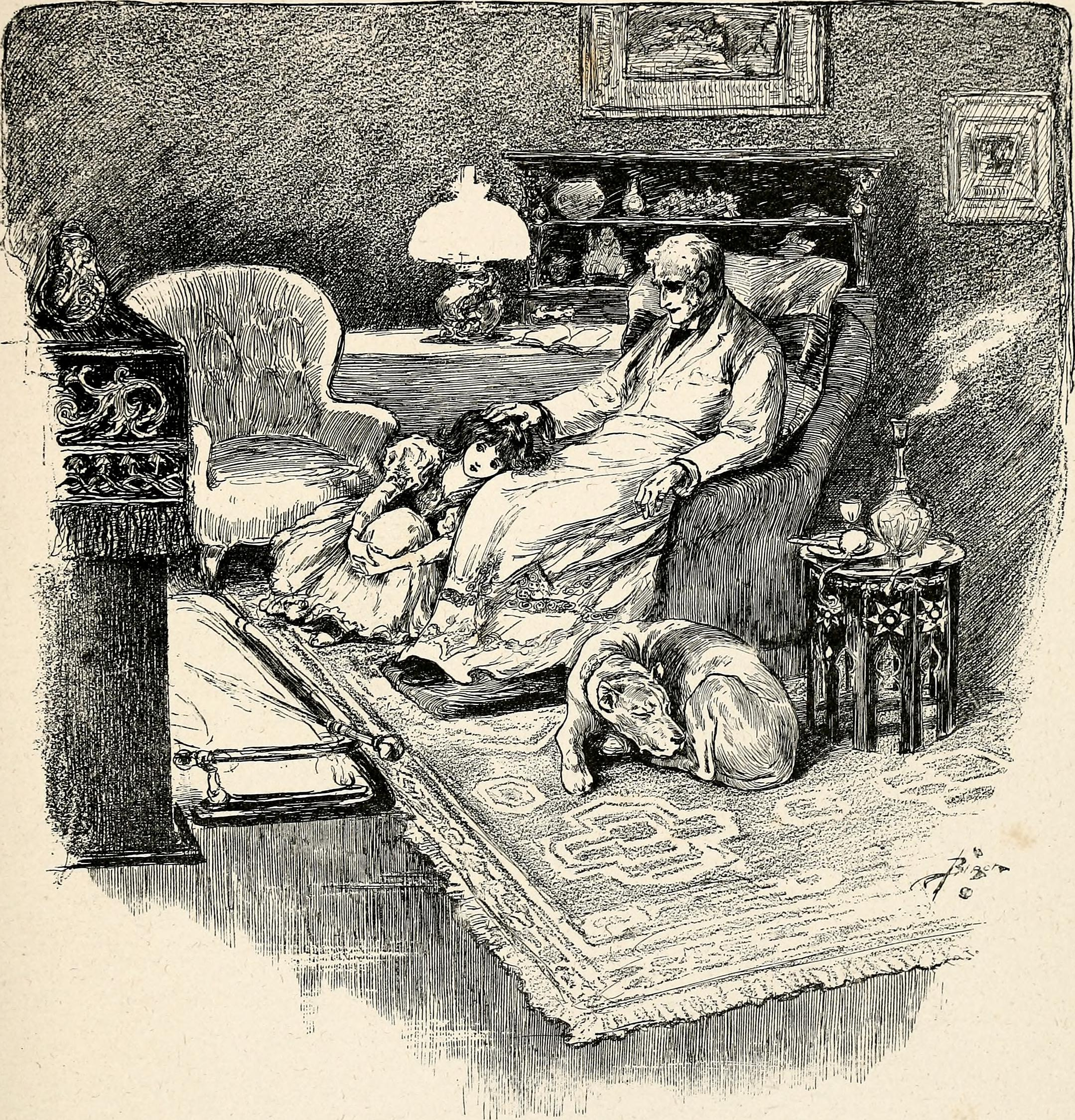
Ngài Carrisford xoa đầu và vuốt tóc của Sara